# 美国体系
美国体系是19世纪上半叶由辉格党、亨利·克莱、约翰·昆西·亚当斯等政黨和政治人物提出的美國經濟政策。 
這些政策包括：
- 支持通過高关税來保护美国的工业并为美國聯邦政府创收
- 政府繼續通過高昂的國有土地价格來獲得收入
- 維持美国第二银行的货币發行量，并控制州和地方银行的風險
- 多修建連接全國的道路和运河，目的是將全國團結起來，這些資金由关税和國有土地出售所得提供